# Рівень сьомий (роман)
«Рівень сьомий» (англ. Level 7) — науково-фантастичний роман англомовного ізраїльського та американського письменника Мордекая Рошвальда, події якого відбуваються до, під час і після ядерної війни. Написано 1959 року, твір розійшовся накладом в 400 тис. примірників, а за наступні роки перевидавався понад 20 разів перевидавався у багатьох країнах світу. Залишається одним з найяскравіших художніх протестів проти ядерної війни. Разом з тим це приклад класичної антиутопії.

## Зміст
Дія відбувається в майбутньому, в протиатомному сховищі, розділеному на 10 рівнів-поверхів і оснащених ліфтами, які рухаються лише до долу. Тоталітарне суспільство, що склалося в мікросоціумі протиатомного притулку, — з жорстко регламентованим приватним життям, номера замість імен і плани заново заселити Землю, як тільки спаде радіація.
Роман являє собою щоденник офіцера Х-127, який перебуває на рівні 7 (1350 м під землею), що вважається безпечним від найбільш руйнівної атаки і готується до існування протягом ще 500 років. Харчування приймається у вигляді м'якоті та пігулок. Повідомлення й накази отримуються від «божественного гучномовця», який, невидимий і всепоглиинаючий. Є кнопки 1, 2, 3 і 4. Кнопка 4 — остаточна, повна руйнація. Події починають новою світової війною (тепер ядерною). Значна частина населення сховано на рівнях (від 1 до 5 — цивільні, від 6 — військові та очільники держави). В результаті цивільні практично повністю загинули після початку війни. Військових та урядовців обслуговують розумні машини. З часом решта, хто залишився, відчуває зростаючу ізоляцію, самотність в мертвому світі, водночас зростає самовпевненість, що вони вижили, завдяки технології.
Втім система захисту здатна лише відтягнути розв'язку: внаслідок збою в системі радіація проникає і на найбільш захищений «сьомий рівень», вбиваючи решту людей, в тому числі офіцера Х-127, який залишається останнім з людства. З моменту початку ядерної війни пройшло 4 місяці, а людство припинило існування на Землі.
На тій глибині, де мешкає головний герой — 1350 м внаслідок геотермального градієнта температура повинна бути від 30 до 50 °C Залишається відкритим питанням з суто наукової точки зору — як люди виживають на такій глибині.

## Критика
Про цю книгу з великим захопленням відгукнувся відомий англійський філософ Бертран Рассел. Часто порівнюються з творами «На березі» Н. Шюта і «1984» Д. Орвелла.
На думку ізраїльського письменника-фантаста та критика-фантастикознавця Даніеля Клугера насправді в романі як науково-фантастичні ідеї використовуються деякі фундаментальні положення єврейської релігійної містики. На його думку, роман — ілюстрація кабалістичного терміна «занурення в Меркаву»: в Меркаву (нематеріальний світ) не входять, а занурюються, тобто. — опускаються, до того ж рівні-поверхи роман символізує сфірот. Таким чином, роман є не похмурою технократичною фантазія про загибель людство, а єврейською релігійно-містичною утопією про подорожі людської душі в нематеріальному світі.

## Екранізація
У 1966 році у Великій Британії на основі роману було створено міні-серіал під назвою «З невідомого».